# Волтер Маккарті
Волтер Лі Маккарті (англ. Walter Lee McCarty; нар. 1 лютого 1974, Евансвіл, Індіана, США) — американський професіональний баскетболіст, що грав на позиціях легкого форварда і важкого форварда за декілька команд НБА. Згодом — баскетбольний тренер.

## Ігрова кар'єра
На університетському рівні грав за команду Кентакі (1993–1996), у складі якої ставав чемпіоном NCAA.
1996 року був обраний у першому раунді драфту НБА під загальним 19-м номером командою «Нью-Йорк Нікс». Захищав кольори команди з Нью-Йорка протягом одного сезону.
З 1997 по 2005 рік грав у складі «Бостон Селтікс».
Частину 2005 року виступав у складі «Фінікс Санз».
Останньою ж командою в кар'єрі гравця стала «Лос-Анджелес Кліпперс», до складу якої він приєднався 2005 року і за яку відіграв один сезон.

## Тренерська робота
2007 року розпочав тренерську кар'єру, ставши асистентом головного тренера команди «Луїсвілла», в якій пропрацював до 2010 року.
З 2010 по 2011 рік був асистентом головного тренера команди «Індіана Пейсерз».
2013 року був призначений асистентом головного тренера команди «Бостон Селтікс», з якою пропрацював до 2018 року.
З 2018 по 2019 рік очолював баскетбольну команду Евансвільського університету.